# Rue du Conservatoire
La rue du Conservatoire est une voie du 9e arrondissement de Paris, en France.

## Situation et accès
La rue du Conservatoire est une voie publique située dans le 9e arrondissement de Paris. Elle débute au 12, rue Bergère et se termine aux 5-11, rue Richer.

## Origine du nom

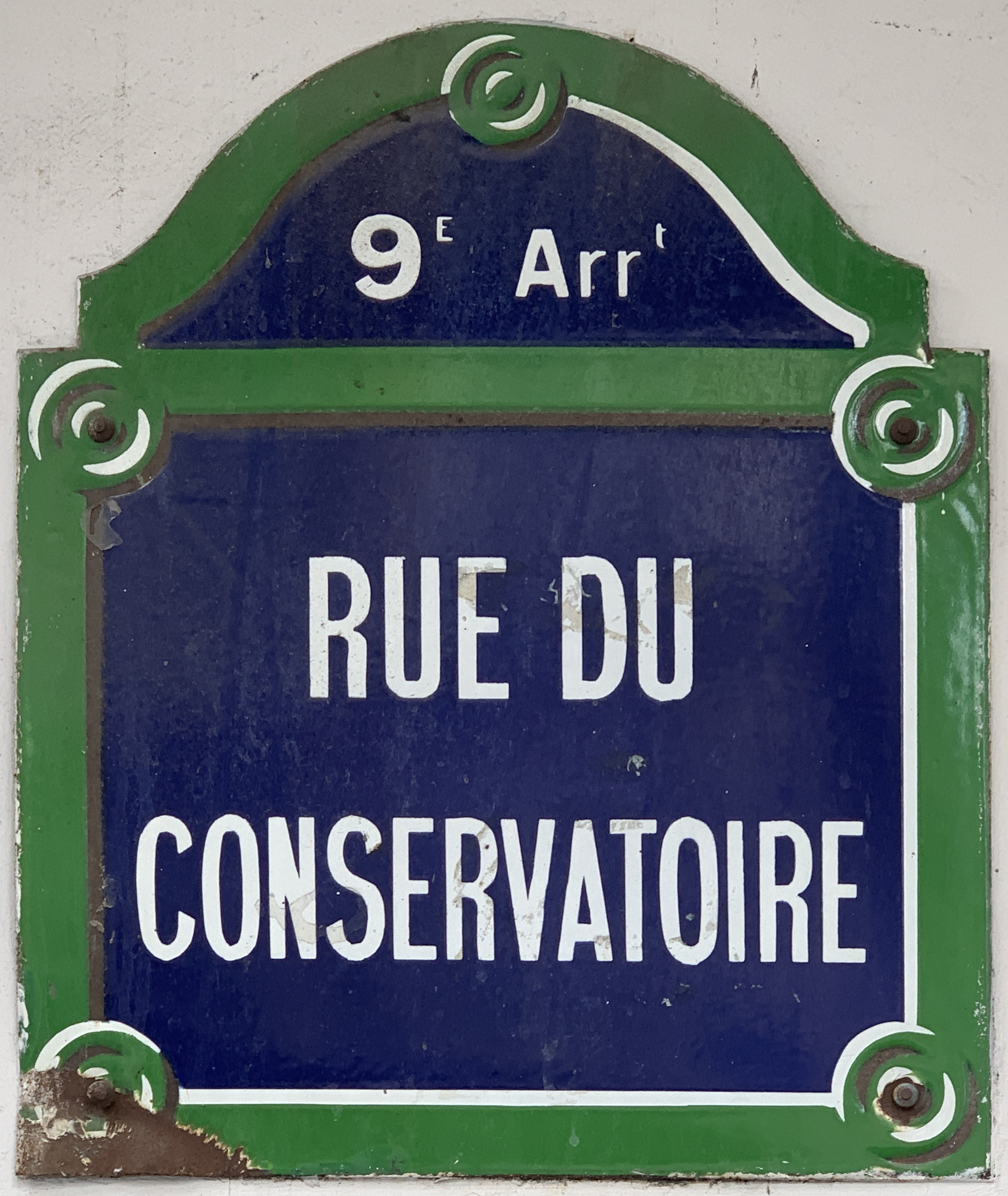
Plaque de la rue.

Son nom fait référence au Conservatoire national supérieur d'art dramatique situé au no 2 bis de la rue, bâtiment qui hébergea originellement également le Conservatoire de musique de Paris de 1795 à 1911.

## Historique
Cette rue a été ouverte par décret du 30 novembre 1853 sur les terrains dépendant de l'ancien hôtel des Menus Plaisirs :
« Napoléon, etc.,
sur le rapport de notre ministre secrétaire d'Etat au département de l'Intérieur,
vu le plan d'alignement de deux voies projetées sur les terrains domaniaux provenant de l'ancien garde-meuble, à Paris (la rue Sainte-Cécile et la rue du Conservatoire) ;
les délibérations de la commission municipale en date des 2 septembre et 15 novembre derniers fixant les conditions nécessaires pour l'exécution de ce projet ;
la lettre de notre ministre des Finances en date du 19 septembre portant adhésion, au nom de l’État, à ces diverses conditions ;
les pièces de l'enquête ;
l'avis du préfet de la Seine ;
la loi du 16 septembre 1807 et l'ordonnance réglementaire du 23 août 1835 ; 
la section de l'intérieur de notre Conseil d'Etat entendue, avons décrété et décrétons ce qui suit :
- Article 1 : l'administration des domaines de l'État est autorisée à ouvrir sur les terrains domaniaux provenant de l'ancien garde-meuble, à Paris, deux rues de douze mètres de largeur, dont une communiquera de la rue Bergère à la rue Richer (la rue du Conservatoire), et l'autre est destinée à former le prolongement de la rue de Montyon jusqu'à celle du Faubourg-Poissonnière (la rue Sainte-Cécile), le tout aux clauses et conditions stipulées par la commission municipale dans ses délibérations des 2 septembre et 15 novembre derniers.
 Les alignements de ces deux voies nouvelles sont arrêtés conformément aux traits de force à l'encre noire du plan ci-annexé, et au procès-verbal des points de repère inscrit sur le dit plan. Notre ministre secrétaire d'Etat au département de l'intérieur est chargé de l'exécution du présent décret.

Fait au palais de Fontainebleau, le 30 novembre 1853. »

## Bâtiments remarquables et lieux de mémoire
- No 2 : Central téléphonique Provence et bureau de poste[2]
- Nos 2bis : Conservatoire national d'art dramatique
- Conservatoire de musique de Paris (1784-1911), l’École royale de chant et de déclamation est fondée, par arrêt du Conseil d’État du roi du 3 janvier 1784, installée dans l’hôtel des Menus Plaisirs, rue Bergère (actuellement rue du Conservatoire).